# 豐彩傳媒集團
豐彩傳媒集團有限公司，簡稱豐彩傳媒集團，以及豐彩傳媒（英語：Fung Choi Media Group Limited，SGX：F11），在1992年由香明禧（董事長）和黎婉玲（總裁）創立，當時名為「豐彩印刷包裝集團有限公司」。
業務在中國、新加坡、香港經營包裝、内容提供、广告发布、印刷制作、制作中心、书刊发行、广告代理等行業。而股份在2004年10月25日於新加坡交易所主板上市。招股價為0.365坡元，所有發行新股為108,000,000股，集資額為93,942,000坡元。總部位於廣州科學城蓮花硯路豐彩工業園，以及香港九龙尖沙咀堪富利士道8号格兰中心7楼701室。
2014年9月11日，根據新加坡交易所所發出自願通告，當時旗下「豐彩印刷有限公司」把清盤，此外若干廣州業務也停產，因而向當局申請自願停牌，同時未能及時公布2014年6月30日止年度業績。
到了2014年9月26日，广州丰彩彩印有限公司被法院查封，申请破产一事，事后遭到丰彩方面的坚决否认。其後2014年11月，广州丰彩因拖欠债务，私自将一台业已抵押银行的价值一千多万的印刷机以物抵债转卖。据称，当晚受理此事件的一家派出所将广州丰彩女老板传去讯问。2014年12月24日，广州市公安局对广州丰彩以「合同诈骗案」进行立案调查。2015年1月26日，广州丰彩因為拖欠員工薪金，因而發生問題。
另一方面，青岛海尔丰彩印刷包装全面停工，原因老闆和員工意見分歧。
2015年4月2日，該公司接到百慕達法院通知，由陳浩賢和若干3名合夥人委任共同臨時清盤人，以應付保護資產權益。